# Rio de Moinhos (Borba)
Rio de Moinhos es una freguesia portuguesa del concelho de Borba, con 52,92 km² de superficie y  habitantes (2001). Su densidad de población es de 42,9 hab/km².

## Personas destacadas
- Henrique Granadeiro, empresario y gestor portugués.